# 钟表馆事件
《殺人時計館》，或译作《时钟馆的杀人》、《钟表馆幽灵》、《殺人時計館》，是日本推理小說作家綾辻行人的著作。
真人版電視劇將於2026年2月起在串流平台Hulu獨家播出。由奧智哉主演。

## 評價
杀人時計馆是《週刊文春》1991年度十大推理小說排行榜第四名，並榮獲1992年第45屆日本推理作家协会奖，2012年入選週刊文春百大推理小說第20名。
一般被认为是绫辻行人所著館系列中评价最高的一本。绫辻本人则称这本书承受极大的压力，写作过程苦不堪言。这本书也可以看作是绫辻一个阶段性的总结作品，他在本书中集结之前各本的风格，并且将之发扬光大，其使用的诡计也更加复杂，制造了更多的扑朔迷离。
故事讲述的是一群青年在一个由建築師中村青司设计的充满了时钟的馆里面度过的封闭的几天，在这几天中古怪的事情不断发生，同行的人也一个个的死去……故事的叙述方式延续绫辻的一贯风格，别出心裁的分成了同时描写馆外和馆内的两组人，馆内的人和馆外的人看起来在推理完全不同的案件，但是却又透着点点相连的蛛丝马迹。这种空间和时间交错似的写作方式，在推理小说界相当罕见，本书的成功也再一次证明了绫辻那令人惊奇的才华。
另外，本书在推理小说迷中拥有至高的地位的另一个原因是，绫辻在其中创造了真正意义上的全新的“诡计”，书中所设计的最大的诡计是在绫辻之前没有任何作家想到或者有相似的诡计出现过的。在本书出版的时代，推理小说实际上已经发展得相当成熟，许多优秀的作品中所使用的技巧，也就都有着或多或少的相似处了，而绫辻在本书中所设计的“最大圈套”，却是从来没有人在这方面尝试过的……从某方面讲，由于这种成功的独创性，并且在其后的绫辻小说中“独创性”都成为了他的写作特点之一。

## 書籍情報
- 講談社ノベルス：1991年9月、ISBN 4-06-181550-4
- 講談社文庫：1995年6月、ISBN 4-06-185706-1
- 双葉文庫（日本推理作家協会賞受賞作品全集68）：2006年6月、ISBN 4-575-65867-7
- 講談社文庫（新装改訂版）：2012年6月、上巻 ISBN 978-4-06-277294-5、下巻 ISBN 978-4-06-277295-2